# Outshined
«Outshined» es una canción de la banda norteamericana Soundgarden. Es el segundo sencillo extraído del álbum Badmotorfinger, así como su segunda pista. Outshined se convirtió en seguida en un gran éxito de la banda y uno de los favoritos de los fanes, cuyas letras llegaron incluso a inspirar una película, Feeling Minnesota (I'm looking California and feeling Minnesota) aunque la banda no aparecía en ella.
El vídeo de la canción también se convirtió en un éxito a pesar de que la banda renegaba de él. Se grabaron dos versiones, una para Canadá y otra para el resto del mundo, en el que se cortó el solo de la canción.

## Lista de canciones
Promo CD and 12
1. «Outshined» (Edit)
2. «Outshined» (LP versión)

Promo 12
1. «Outshined» (Edit)
2. «Cold Bitch»

Picture 7
1. «Outshined» (LP versión)
2. «I Can't Give You Anything» (The Ramones)

Alemania CD
1. «Outshined» (Edit)
2. «Outshined» (LP versión)
3. «Girl U Want» (Devo)
4. «Show Me»
5. «Into The Void (Sealth)»

Etched Digipak CD
1. «Outshined» (Edit)
2. «I Don't Care About You» (Fear)
3. «Can You See Me» (Jimi Hendrix)
4. «Outshined» (LP versión)

Gran Bretaña DJ Promo 12
1. «Outshined» (Edit)
2. «I Can't Give You Anything»
3. «Homicidal Suicidal» (Budgie)
4. «Outshined» (LP versión)

## Otras Versiones
El grupo musical canadiense de gypsy jazz, The Lost Fingers, canta la canción de su álbum VS en 2020.
- Datos: Q421783